# Ried (St. Martin in Passeier)
Ried (ital. Novale) ist eine Fraktion der Gemeinde St. Martin in Passeier in Südtirol.
Das Gebiet der Fraktion Ried erstreckt sich hauptsächlich oberhalb des Ortes Saltaus und grenzt im Süden an Riffian (Vernuer) und im Norden an die Fraktion Kalmtal. Ried wird in zwei Gebiete unterteilt: Außerried und Innerried. In Ried lebten 2001 74 Menschen (Volkszählung 2001). Erreichbar ist die Fraktion über eine Bergstraße, die Riederbergstraße. Es führen mehrere Wanderwege durch Ried, wie z. B. der Meraner Höhenweg. Ried besteht aus keinem zentralen Dorf, sondern aus mehreren Weilern und Gehöften, die sich auf dem Rieder Berg verteilen.
Oberhalb von Saltaus, in Außerried, wurde 1825 Johann Haller, der spätere Provikar von Trient und Kardinal von Salzburg, geboren.